# Elecciones federales de 1952 en Chihuahua
Las elecciones federales en Chihuahua de 1958 se llevaron a cabo el domingo 6 de julio de 1958, y en ellas se renovaron los siguientes cargos de elección popular:
- Presidente de la República. Jefe de Estado y de Gobierno de México, electo para un periodo de seis años sin posibilidad de reelección. El candidato ganador en el estado y elegido a nivel nacional fue Adolfo Ruiz Cortines.
- 2 senadores. Miembros de la cámara alta del Congreso de la Unión elegidos por mayoría relativa para un periodo de seis años.
- 5 diputados federales. Miembros de la cámara baja del Congreso de la Unión elegidos por mayoría simple para un periodo de tres años a partir del 1 de septiembre de 1952 sin posibilidad de reelección para el periodo inmediato.

## Resultados electorales

### Presidente de México
|  | 11.87 % |

|  | 63.87 % |

|  | 3.83 % |

|  | 20.43 % |

|  | 0.00 % |

|  | 100.00 % |

|  | 0.00 % |

### Senadores por Chihuahua

#### Senadores electos
| Candidato             | Partido | Tipo de elección |
| --------------------- | ------- | ---------------- |
| Teófilo Borunda Ortiz |         | Primera fórmula  |
| Óscar Flores Sánchez  |         | Segunda fórmula  |

#### Resultados
|  | 12.12 % |

|  | 69.38 % |

|  | 0.00 % |

|  | 18.50 % |

|  | 0.00 % |

|  | 0.00 % |

|  | 0.00 % |

|  | 100.00 % |

|  | 0.00 % |

### Diputados federales por Chihuahua

#### Diputados electos
| Candidato                   | Partido | Distrito   | Tipo de elección |
| --------------------------- | ------- | ---------- | ---------------- |
| Genaro Martínez             |         | Distrito 1 | Mayoría relativa |
| Mariano Valenzuela Ceballos |         | Distrito 2 | Mayoría relativa |
| Pedro Díaz González         |         | Distrito 3 | Mayoría relativa |
| Luis González Herrera       |         | Distrito 4 | Mayoría relativa |
| Hipólito Villa Rentería     |         | Distrito 5 | Mayoría relativa |

#### Resultados

##### Distrito 1: Chihuahua
|  | 19.54 % |

|  | 0.00 % |

|  | 3.97 % |

|  | 19.73 % |

|  | 0.00 % |

|  | 0.00 % |

|  | 0.00 % |

|  | 43.23 % |

|  | 56.77 % |

- Nota: Los 12,340 votos nulos, correspondían al candidato del Partido Revolucionario Institucional, José A. Murillo los cuales fueron anulados por el Colegio Electoral en la Cámara de Diputados debido a que los partidos Acción Nacional, Popular, y de la Federación de Partidos del Pueblo Mexicano registraron, denunciaron y comprobaron diversas irregularidades en el número de votos hacia el candidato del PRI en el Municipio de Manuel Benavides. Debido a estas irregularidades, la Cámara decidió anular los votos obtenidos por el candidato del PRI, pero no así los obtenidos por demás candidatos, resultando como candidato más votado, y diputado electo, Genaro Martínez, candidato FPPM.[4]

##### Distrito 4: Guerrero
|  | 7.76 % |

|  | 81.88 % |

|  | 0.00 % |

|  | 10.35 % |

|  | 0.00 % |

|  | 0.00 % |

|  | 0.00 % |

|  | 100.00 % |

|  | 0.00 % |